# Athelia pyriformis
Athelia pyriformis ist eine Ständerpilzart aus der Familie der Gewebehautverwandten (Atheliaceae). Sie bildet resupinate, weißliche und schimmelteppichartige Fruchtkörper auf Koniferen, Laubbäumen, deren Blättern sowie auf Gräsern aus. Die bekannte Verbreitung der Art umfasst weite Teile Westeuropas.

## Merkmale

### Makroskopische Merkmale
Athelia pyriformis bildet wie alle Arten aus der Gattung der Gewebehäute (Athelia) weißliche bis gelbliche, dünne Fruchtkörper mit glattem Hymenium und unscheinbarem bis faserigem Ränder aus. Sie sind resupinat, das heißt direkt auf dem Substrat anliegend, und lassen sich leicht von diesem ablösen.

### Mikroskopische Merkmale
Athelia pyriformis besitzt eine für Gewebehäute typische monomitische Hyphenstruktur, das heißt, sie besitzt lediglich generative Hyphen, die dem Wachstum des Fruchtkörpers dienen. Die Hyphen sind hyalin und dünnwandig. Sie besitzen keine Schnallen und sind 3–5 µm breit. Die Art verfügt nicht über Zystiden. Ihre Basidien sind hyalin, 15–25 × 5–7 µm groß und keulenartig geformt. An der Basis sind sie einfach septiert, sie besitzen vier Sterigmata. Die Sporen des Pilzes sind birnenartig geformt, 7–8,5 × 4,5–5 µm groß, glatt und dünnwandig sowie hyalin. Häufig kleben sie aneinander.

## Verbreitung
Die bekannte Verbreitung von Athelia pyriformis umfasst alle westeuropäischen Länder sowie die Tschechische Republik.

## Ökologie
Athelia pyriformis ist ein Saprobiont, der Koniferen, Laubbäume, deren abgeworfene Blätter sowie die basalen Teile von Gräserpflanzen befällt. Bekannte Substrate sind unter anderem Gemeiner Wacholder (Juniperus communis), Adlerfarn (Pteridium aquilinum) und Fjell-Birken (Betula tortuosa).